# 池辺陽
池辺 陽（いけべ きよし、1920年4月8日 - 1979年2月10日）は、日本の建築家。
長く東京大学教授として、工業化という方向から建築をとらえた作品を残した。
戦後すぐの日本における住宅問題に対し「立体最小限住宅（1950年）」と呼ばれる住宅を発表し、同じ50年代に発表された増沢洵の「最小限住宅」、清家清「森邸（1951年）」、広瀬鎌二「SHシリーズ」、と共に機能主義による都市住宅のプロトタイプを提案した。工学博士。東京都出身。

## 経歴等
1920年釜山（現・大韓民国釜山広域市）生まれ。父は内務省の官僚。
東京豊島師範小学校、東京高等学校を経て、1942年、東京帝国大学工学部建築学科卒業後、同大学大学院に進学する。
1943年、バンコック日本文化会館建築設計競技に参加し選外佳作。
1944年、坂倉建築研究所に入所し、組立建築部門技術部長に就任する。1946年、東京大学第二工学部講師に就任し、建築設計と計画論を担当。同年、戦災復興都市計画に参画、戦災復興院嘱託となり、山口県下関市と宇部市を担当する。また同年の戦災復興都市設計競技では渋谷を担当する。翌年、別府市の復興都市計画を立案。
1947年、新日本建築家集団NAU創立に参加。のち副委員長に就任。1948年には、新制作協会建築部（現スペースデザイン部）創立に参加。
1949年、東京大学助教授就任し、同年発足の生産技術研究所で建築生産学の研究を担当する。1950年、自身の設計活動の場として、財団法人建設工学研究会の理事となる。
1955年「モジュール研究会」を設立し、モジュールの研究を開始。JIS規格0001で建築規格の設定に参加し、1958年、工業標準審査会モジュール関係のJIS化に参画する。
1958年、国際工学機械標準機構（現国際標準化機構ISO）建築部門のTC59会議に参加し、1960年に国際モジュールグループIMGのメンバーになる。1961年、学位取得。東京大学　工学博士。論文の題は「空間の寸法体系、GMモデュールの構成と適用」。1963年には、日本建築学会に設計方法委員会を組織する。
助教授になってからは、生産技術研究所での宇宙研究のグループに参加し、施設研究を担当する。大学の施設がある秋田県道川、鹿児島県内の浦で設計作品を発表。
1964年、東京大学宇宙航空研究所設立に伴い同所研究担当就任。1965年、教授就任。
1965年、環境と工業を結ぶ会(DNIAS)創立。
1968年、身障者のための施設研究組織(TESTEM)設立。
1971年、九州芸術工科大学講師担当。
「建築部品の規格化、工業生産化の指導」で1978年、通商産業大臣賞受賞。

## 作品
- 1950年　神戸博覧会建造物と会場計画
- 1950年　立体最小限住宅No.1
  - 立体最小限住宅はNo.1-No.95（1948 -78）まで。
- 1951年　遠山茂樹邸（立体最小限住宅No.8）
- 1951年　国分寺教会
- 1952年　沼津防火帯
- 1953年、八幡製鉄労働組合会館に関与
- 1954年　大館防火帯
- 1954年　酒井医院
- 1954年　大日本製糖境工場
- 1954年　ユニット組合食堂設備
- 1954年　量産化考慮した20坪小住宅（清家清らと）
- 1955年　沼津公会堂
- 1956年　下関市都市計画
- 1956年　東京大学道川ロケット実験場
- 1957年　秋田県立中央病院
- 1958年　石津謙介邸（立体最小限住宅No.38）
- 1959年　広島平和記念公園内千羽鶴の像制作に協力
- 1960年、ユニット家具
- 1961年　PIX1
- 1962年　RD大昌園
- 1964年　東京大学鹿児島宇宙空間観測所
- 1965年　東京大学能代ロケット実験場
- 1965年　箱根万岳棲
- 1967年　SCISSUNIT
- 1967年　HOX75
- 1969年　実験住宅
- 1971年　実験住宅テトラエース

## 文献
- 『デザインの鍵—人間・建築・方法』（ 池辺陽 著・丸善）
- 『情報と創造』（池辺陽 著・彰国社）
- 『戦後モダニズム建築の極北（池辺陽試論）』（難波和彦著・彰国社）
- 『池辺陽再発見—全仕事の足跡から』
- 『すまい』岩波書店 1954
- 『現代デザイン理論のエッセンス』共著 ぺりかん社 1966
- 『設計方法』I,II,III 共著 日本建築学会編 彰国社 1968、1971、

1974
- 『人間・建築・環境六書』3,5 共著彰国社 1975